# Gebirgsinfanteriebrigade 12

Abzeichen der Gebirgsinfanteriebrigade 12

Die Gebirgsinfanteriebrigade 12 (Geb Inf Br 12) war ein Verband der Schweizer Armee.
Die Brigade wurde 2003 im Rahmen der Armeereform Armee XXI gegründet, als Nachfolgeverband der aufgelösten Gebirgsdivision 12 (Geb Div 12), der Territorialbrigade 12 (Ter Br 12) und der Festungsbrigade 13 (Fest Br 13). Der Friedensstandort des Brigadestabs war in Chur, dem Hauptort des Kantons Graubünden.
Sie bestand aus folgenden Formationen:
- Stab Geb Inf Br 12
- FU Bat 12
- Geb S Bat 6
- Inf Bat 65
- Inf Bat 70
- Geb Inf Bat 77
- Geb Inf Bat 85

Geführt wurde die Brigade zuletzt von Brigadier Peter Baumgartner. Er war der Nachfolger von Brigadier Franz Nager, der das Kommando am 1. Januar 2012 von Korpskommandant Aldo C. Schellenberg (1. Juli 2010 – 31. Dezember 2011) übernahm.
2011 wurde die Fest Art Abt 13 aufgelöst. Die Gebirgsinfanteriebrigade 12 wurde auf den 1. Januar 2018 im Rahmen der Weiterentwicklung der Armee aufgelöst. 